# До зустрічі з тобою
«До зустрічі з тобою» (англ. Me Before You) — американський романтичний фільм режисера Теа Шеррок за сюжетом однойменного роману Джоджо Моєс 2012 року. У фільмі знімалися: Емілія Кларк, Сем Клафлін, Дженна Коулман, Чарльз Денс, Метью Льюїс, Бен Ллойд-Г'юз і Джанет Мактір. Фільм вийшов на «Warner Bros» 2 червня 2016 року.

## Сюжет
Луїза знає, скільки кроків від зупинки до її будинку і що, найпевніше, вона не кохає свого парубка. Але навіть не уявляє, як зустріч із чоловіком, прикутим до інвалідного візка, може змінити її життя... Вілл розуміє, що після аварії завжди відчуватиме біль і власну неповноцінність, і певен, як покласти цьому край. Але навіть не здогадується про те, що у його дім увірветься вихор кольорів, радість і кохання, яке звати Лу..

## В ролях
- Емілія Кларк — Луїза Кларк[3]
- Сем Клафлін — Вільям Трейнор[3]
- Джанет Мактір — Камілла Трейнор[4]
- Чарльз Денс — Стівен Трейнор[5]
- Брендан Койл — Бернард Кларк[6]
- Дженна Коулман — Катріна Кларк[5]
- Метью Льюїс — Патрік[6]
- Бен Ллойд-Г'юз — Руперт Фрешвел[6]
- Ванесса Кірбі — Алісія Дьюар[6]
- Стівен Пікок — Натан[7]
- Саманта Спіро — Джуді Кларк[6]
- Джоанна Ламлі — Мері Ролінсон

## Виробництво
Про початок знімання було оголошено 2 квітня 2014. 2 вересня цього ж року Емілія Кларк і Сем Клафлін розпочали знімання. 24 березня 2015 розпочав знімання Стівен Пікок. Пізніше приєдналися до акторського складу Дженна Коулман, Чарльз Денс, Джанет Мактір, Брендан Койл, Метью Льюїс, Саманта Спіро, Ванесса Кірбі і Бен Ллойд-Г'юз.

### Знімання
Основне знімання почали у квітні 2015 року, і закінчили 26 червня 2015.

## Прем'єра
У липні 2014 року було оголошено, що фільм вийде 21 серпня 2015 року. У травні 2015 року прем'єру перенесли на 3 червня 2016. У листопаді 2015 року, дату виходу фільму перенесли на ранішу — 4 березня 2016 року, проте в січні 2016 знову перенесли, цього разу на 3 червня 2016 року.